# Bököny
Bököny là một thị trấn thuộc hạt Szabolcs-Szatmár-Bereg, Hungary. Thị trấn này có diện tích 35,47 km², dân số năm 2010 là 3279 người, mật độ 92 người/km².